# ارسباری
ارسباری (به ترکی آذربایجانی: Arazbarı) یک منطقه مسکونی در جمهوری آذربایجان است که در شهرستان بیله‌سوار واقع شده‌است. ارسباری ۳۸۷ نفر جمعیت دارد.